# Валиходжаев, Ботурхон
Ботурхо́н Валиходжа́ев (узб. Boturxon Valixo'jayev; тадж. Ботурхон Валихоҷаев) — советский и узбекистанский учёный-филолог, доктор филологических наук, профессор. Академик Академии наук Узбекистана (2000). Заслуженный научный работник Узбекистана, награждён государственной медалью «За верную службу».

## Биография
Родился 1 апреля 1932 года в городе Самарканде. В 1953 году окончил кафедру таджикского языка и литературы филологического факультета Узбекского государственного университета имени Алишера Навои (ныне Самаркандский государственный университет). После окончания учёбы начал работать там же в качестве преподавателя в кафедре таджикского языка и литературы. С 1956 года по 1974 год являлся старшим преподавателем и доцентом, а в 1974—1985 годах являлся заведующим кафедрой таджикского языка и литературы. Вплоть до своей смерти в 2005 году, являлся заведующим кафедрой классической узбекской литературы в Самаркандском государственном университете имени Алишера Навои.
Владел в совершенстве таджикским, персидским и узбекским языками, также владел русским языком. Писал статьи для газеты «Овози Самарканд». Известен как автор статей, монографий и научных работ о персо-таджикской, таджикской и узбекской литературе, о Рудаки, Джами, Алишер Навои и других. Написал ряд книг по литературе и филологии:
- Дыхание веков. — Самарканд, 1970;
- Мирӣ ва муосирони ӯ. — Ташкент, 1977;
- Муҳаққиқи бузурги ду адабиёт. — Душанбе, 1977;
- Ҷомӣ ва адабиёти ӯзбек. — Самарканд, 1984;
- Ҷомӣ ва робитаҳои адабӣ. — Душанбе, 1989;
- Чакидаи қалам. — Душанбе, 1992.

## Награды и звания
- Орден «За выдающиеся заслуги» (24 августа 2005 года, посмертно) — за большие заслуги в повышении интеллектуального и духовного потенциала народа, развитии сферы науки, образования, культуры, литературы, искусства, здравоохранения, достойный вклад в работу по укреплению независимости Родины, мира и стабильности в стране, а также многолетнюю общественную деятельность[1].
- Орден «Уважаемому народом и Родиной» (26 августа 2003 года) — за самоотверженный труд и достигнутые успехи в укреплении независимости, экономической мощи государства, огромный вклад в дело воспитания личным примером наших граждан, особенно молодого поколения, в духе национальных и общечеловеческих ценностей, достижение общенародного признания трудолюбием, патриотизмом, активным участием в общественной жизни[2].
- Орден «Трудовая слава» (25 августа 2000 года) — за большие заслуги в развитии в нашей стране науки, образования, культуры, литературы, искусства, здравоохранения, за достойный вклад в укрепление независимости, повышение интеллектуального потенциала и духовности нашего народа, а также в укрепление мира и стабильности[3].
- Заслуженный научный работник Узбекистана.
- Государственная медаль «За верную службу».